# Panter Ridge
Panter Ridge är en bergstopp i Antarktis. Den ligger i Östantarktis. Nya Zeeland gör anspråk på området. Toppen på Panter Ridge är 800 meter över havet.
Terrängen runt Panter Ridge är varierad. Trakten är obefolkad. Det finns inga samhällen i närheten. 